# Jean Hunyadi
Pour les articles homonymes, voir Corvin.

Le blason de Jean Hunyadi, 1453.

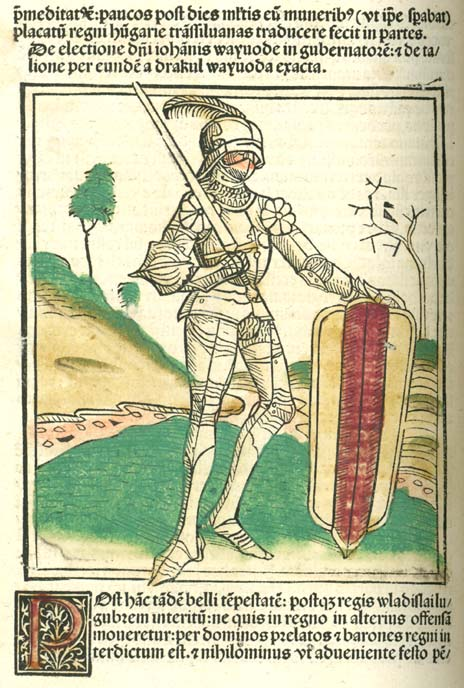
Jean Huniade- gravure de Johannes de Thurocz dans la Chronica Hungarorum, Brno, 1488.

Jean  Hunyadi (en hongrois Hunyadi János, en roumain Ioan de Hunedoara) de son nom francisé Jean Huniade, né vers 1387 ou 1407 et mort le 11 août 1456 à Nándorfehérvár ( Belgrade ), est un militaire et homme politique transylvain du XVe siècle, souverain de la principauté de Transylvanie et, à ce titre, vassal du roi de Hongrie Vladislas Ier ou Ladislas V Jagellon, puis de son successeur, le jeune Ladislas VI le Posthume.
Il fut régent de Hongrie de la fin de l'interrègne suivant la mort de Ladislas V jusqu'à la majorité de Ladislas VI.

## Biographie

### Jeunes années
Jean Huniade est issu d'une famille de la noblesse roumaine, intégrée à la noblesse hongroise par passage au catholicisme. Il a un frère cadet, Jean Hunyadi le jeune (en). Selon une tradition transylvanienne rapportée par Auguste de Gérando, Sigismond de Luxembourg serait le géniteur de Jean Hunyadi ; Édouard Sayous parle d'une « légende plus qu'invraisemblable ».
Jean l'aîné entre dans l'ost royal hongrois sous les ordres de Sigismond de Luxembourg, roi de Hongrie et futur empereur du Saint-Empire. Il se fait remarquer par ses chefs, dépasse rapidement les grades inférieurs, puis s’élève jusqu'au commandement suprême et devient un des conseillers de la couronne. Il suit le roi Sigismond à Francfort lorsque celui-ci se fait sacrer empereur en 1433. Il prend part à la guerre de Bohême, à la défense contre l'expansion des Turcs, et obtient, par ses loyaux services et ses succès, des offices importants dont il est récompensé par de beaux domaines. À la mort de Sigismond, il fait déjà partie des Milites Regii, les nobles royaux.
Hunyadi et son jeune frère Jean Hunyadi le jeune se font ainsi connaître sous Sigismond. Ils s'illustrent sous Albert, son gendre et successeur. Ce dernier les élève l'un et l'autre au rang de barons du royaume (baroni regnii) et les crée bans de Szörény en 1439. Lors d'une expédition commandée par le voïvode de Transylvanie, János Hunyadi le jeune est blessé très grièvement. Qu'il ait survécu ou non, on ne rencontre plus son nom et à partir de 1441, il n'y a plus qu'un seul Jean de Hunyad. C'est à cette époque que l'aîné entre réellement dans l'histoire.

### Guerre civile et guerre turque
Le roi Albert ne règne qu'environ deux années sur la Hongrie et laisse deux filles. Un décret, daté de janvier 1438, lors de son couronnement, assure la succession royale à sa femme Élisabeth et à ses descendants. À sa mort, celle-ci est enceinte. Cependant, aussitôt après les funérailles du roi Albert, une inquiétude profonde s'empare de la noblesse hongroise : Élisabeth serait-elle à la hauteur ? Néanmoins, on hésite à chercher un souverain en dehors de la famille d'Albert et de Sigismond. Par bonheur, Élisabeth met elle-même un terme à cette indécision en faisant un abandon complet du décret jadis voté en sa faveur. Malgré cette renonciation volontaire, certains proposent de conserver la couronne à Élisabeth et d'attendre son accouchement. D'autres au contraire - et parmi eux Hunyadi — prétendent vouloir interpréter à la lettre les paroles de la reine et proposent de marier celle-ci à Ladislas, fils du roi de Pologne Ladislas II Jagellon âgé de dix-huit ans. Une troisième option fait consensus : si l'enfant d'Albert et d'Élisabeth est un garçon, il régnera en Autriche et en Bohême, mais les enfants issus du prince polonais seront reconnus d'avance en tant que souverains futurs des royaumes électifs de Hongrie et de Pologne. Mais la naissance de Ladislas le posthume en février 1440 ruine ce projet : la reine, excitée par l'Autriche, Ulric de Cilley, László Garai et Dénes Szécsi, renie sa parole, déclare nulles les propositions portées à Ladislas de Pologne et fait élire et couronner son fils. La diète de Buda confirme l'élection et l'acceptation de Ladislas en le suppliant de venir au plus tôt prendre possession de son trône de Hongrie. Ladislas entre à Buda, y est acclamé et reçoit les hommages de Hunyadi.
Ladislas III Jagellon, finalement roi de Pologne et de Hongrie, apaise les troubles et assoit son autorité. Il est en mesure de reprendre la guerre contre les Ottomans. Hunyadi est chargé de mater la rébellion de László Garai venu envahir la Transylvanie et permet la levée du siège de Belgrade attaquée par les Ottomans (1439-1440). Ladislas le nomme commandant de Belgrade, « capitaine des parties inférieures », c'est-à-dire chef militaire du bas Danube, et l'adjoint en 1441 à Miklós Újlaki comme voïvode de Transylvanie. Újlaki et lui défont les Turcs d'Ishak Bey (en) non loin de Smederevo. Il vainc une nouvelle fois les Ottomans lors de la bataille de Sibiu le 25 mars 1442. Élisabeth, la reine-mère, subit une défaite fatale à Eger et négocie la paix. Entre-temps, Hadım Chehabeddin (en), envoyé par Mourad Ier, envahit et met à sac la Transylvanie. Hunyadi proclame une « insurrection » générale et vainc les Ottomans, bien supérieurs en nombre, dans les gorges des Portes de Fer. Cette brillante victoire a un retentissement immense tant en Hongrie qu'en Europe.

### La croisade de Varna (1443-1444)
Giuliano Cesarini, habile prélat envoyé par le pape Eugène IV, et les insistances du tzar serbe George Branković et du voïvode valaque Vlad II Basarab convainquent Ladislas de partir en croisade afin de reconquérir les Balkans, aussi bien pour sauver la chrétienté que pour protéger ses royaumes. Le roi est ainsi à la tête de vingt mille hommes et des nombreux croisés enrôlés par Cesarini. Hunyadi commande ses douze mille cavaliers transylvains et valaques levés sur ses fonds ou fournis par Vlad II, et une armée serbe est commandée par Branković. La première campagne qui se conclut par la Paix de Szeged (1444) est aussi glorieuse que la seconde triste. Cette dernière se clôt par la défaite de Varna le 10 novembre 1444.

### Régent de Hongrie
De 1446 à 1452, au cours de la minorité du jeune roi Ladislas V, il est désigné comme régent du royaume de Hongrie.
Jean Hunyadi ne renonce pas à délivrer les Balkans des Turcs. En septembre 1448, il organise une nouvelle croisade en Serbie. Cette campagne militaire finit par la victoire du sultan Mourad II à la deuxième bataille de Kosovo (18-19 octobre), où l'armée du prince albanais Gjergj Kastriot Skanderbeg n'avait pas pu le rejoindre à temps. La Serbie fut occupée par les Turcs et Đurađ Branković aux abois, retient captif Hunyadi jusqu'à ce qu'une rançon de 100 000 florins d'or lui soit payée, que ses domaines en Hongrie lui soient restitués et qu'Hunyadi accepte de fiancer son fils László à Élisabeth, fille de Catherine Branković et d’Ulrich de Cillei.
De retour en Hongrie, Hunyadi renforce les défenses du pays puis, s'étant retiré de la régence, soutient la candidature de Ladislas au trône. Encouragé par le légat du pape Calixte III, Jean de Capistran, il défend victorieusement Belgrade lors du siège de 1456 et repousse les Turcs jusqu'en Bulgarie.
Jean Hunyadi meurt peu de temps après sa victoire de Belgrade, le 11 août 1456, probablement de la peste qui avait également contaminé les rangs des chrétiens et des Ottomans.
Il avait eu deux fils, Ladislas Hunyadi (en hongrois : Hunyadi László ; en roumain : Vlad de Hunedoara), et Matthias Corvin (en hongrois : Hunyadi Mátyás ; en roumain : Matia Corvin), élu roi de Hongrie. L'idée que l'un de ses deux fils, Ladislas et Matthias, qui avaient reçu une éducation humaniste parallèlement à leur formation militaire, puisse accéder au trône de Hongrie émerge dès le vivant de Jean Hunyadi.

### Citations
Montaigne fit allusion à Jean Hunyadi dans ses Essais (II, 29) :  

« Un jeune seigneur Turc, ayant faict un signalé fait d'armes de sa personne, à la veuë des deux battailles, d'Amurath et de l'Huniade, prestes à se donner, enquis par Amurath, qui l'avoit, en si grande jeunesse et inexperience (car c'estoit la premiere guerre qu'il eust veu), rempli d'une si genereuse vigueur de courage, respondit, qu'il avoit eu pour souverain precepteur de vaillance un lievre. »

De même, Antoine-Henri de Bérault-Bercastel, dans son Histoire générale de l'Église (1809) évoqua le rôle de Jean Hunyadi dans la victoire de 1456 :
« Trois hommes de même nom, et d'état bien différent, savoir Jean de Carvajal, cardinal-légat, Jean Huniade, général du roi de Hongrie, et Jean de Capistran, religieux franciscain, furent les instruments qui dans la main de Dieu servirent également, chacun en sa manière, à confondre l'arrogance musulmane. Carvajal, légat habile, prélat d'une éminente piété, homme d'un courage propre à tout genre de fonctions, aidé par Capistran, puissant en œuvres et en paroles, rassembla une armée d'environ quarante mille combattants, mais sans expérience et sans renommée, tirés à la hâte du bas peuple, sans solde, presque sans armes et sans discipline, tels enfin qu'il importait, pour ne pas méconnaître dans leur victoire l'œuvre du Tout-puissant. Huniade mit aussi en campagne une armée assez nombreuse, mais qui, au général près, si accoutumé à triompher des Turcs, ne valait guère mieux que la première, et que les officiers de marque craignirent ou dédaignèrent d'accompagner. »